# Шинка-Ноуе
Шинка-Ноуе (рум. Șinca Nouă) — село у повіті Брашов в Румунії. Адміністративний центр комуни Шинка-Ноуе.
Село розташоване на відстані 155 км на північний захід від Бухареста, 28 км на захід від Брашова.

## Населення
За даними перепису населення 2002 року у селі проживали 1426 осіб, з них 1420 осіб (99,6%) румунів. Рідною мовою 1423 особи (99,8%) назвали румунську.